# Victor Fastre
Victor Jozef Henri Fastre (* 19. Mai 1890 in Lüttich; † 12. September 1914 in Rotselaar) war ein belgischer Radrennfahrer.

## Sportliche Laufbahn
Fastre war im Straßenradsport aktiv. Von 1910 bis 1914 war er Berufsfahrer. 1909 siegte er im Eintagesrennen Lüttich–Bastogne–Lüttich, einem Rennen der Monumente des Radsports vor Eugène Charlier. 1912 belegte er den 5. Platz in diesem Rennen. Er war mit 18 Jahren der jüngste Sieger in diesem Radklassiker.
Weitere Siege gelangen ihm bei Brüssel–Jemeppe 1907, bei Angleur–Tilff–Angleur 1910 und bei Antwerpen–Kalmthout 1911. Er starb als Soldat im Ersten Weltkrieg.